# Augustaburiania vatagini
 Augustaburiania vatagini  — вимерлий вид морських діапсидних рептилій родини Tanystropheidae ряду Проторозаври. Вид існував у тріасовому періоді в  Європі. Скам'янілі рештки знайдені у Волгоградській області Росії. Описаний у 2011 році російським палеонтологом А.Г.Сенніковим. Вид є найдавнішим відомим представником родини, мешкав 251-247 млн років тому.